# Hospital Paul-Brousse
El Hospital Paul-Brousse es un hospital en Villejuif, Valle del Marne, Francia. Lleva el nombre de Paul Brousse, un socialista francés.
El hospital cuenta con un importante servicio de hepatología, en el que cabe destacar una primicia mundial con el trasplante de un niño con hígado adulto reducido (1984) y el primer trasplante combinado de hígado-intestino delgado en adultos en Francia (1997).
Está en colaboración con la Universidad Paris-Saclay.